# Быстрая сортировка
Быстрая сортировка, сортировка Хоара (англ. quicksort), часто называемая qsort (по имени в стандартной библиотеке языка Си) — алгоритм сортировки, разработанный английским информатиком Тони Хоаром во время его работы в МГУ в 1960 году.
Один из самых быстрых известных универсальных алгоритмов сортировки массивов: в среднем {\displaystyle O(n\log n)} обменов при упорядочении {\displaystyle n} элементов; из-за наличия ряда недостатков на практике обычно используется с некоторыми доработками.

## Общее описание
QuickSort является существенно улучшенным вариантом алгоритма сортировки с помощью прямого обмена (его варианты известны как «Пузырьковая сортировка» и «Шейкерная сортировка»), известного в том числе своей низкой эффективностью. Принципиальное отличие состоит в том, что в первую очередь производятся перестановки на наибольшем возможном расстоянии и после каждого прохода элементы делятся на две независимые группы (таким образом улучшение самого неэффективного прямого метода сортировки дало в результате один из наиболее эффективных улучшенных методов).
Общая идея алгоритма состоит в следующем:
- Выбрать из массива элемент, называемый опорным. Это может быть любой из элементов массива. От выбора опорного элемента не зависит корректность алгоритма, но в отдельных случаях может сильно зависеть его эффективность (см. ниже).
- Сравнить все остальные элементы с опорным и переставить их в массиве так, чтобы разбить массив на три непрерывных отрезка, следующих друг за другом: «элементы меньшие опорного», «равные» и «большие»[2].
- Для отрезков «меньших» и «больших» значений выполнить рекурсивно ту же последовательность операций, если длина отрезка больше единицы.

На практике массив обычно делят не на три, а на две части: например, «меньшие опорного» и «равные и большие»; такой подход в общем случае эффективнее, так как упрощает алгоритм разделения (см. ниже).
Хоар разработал этот метод применительно к машинному переводу; словарь хранился на магнитной ленте, и сортировка слов обрабатываемого текста позволяла получить их переводы за один прогон ленты, без перемотки её назад. Алгоритм был придуман Хоаром во время его пребывания в Советском Союзе, где он обучался в Московском университете компьютерному переводу и занимался разработкой русско-английского разговорника.

## Алгоритм

Пример быстрой сортировки. Здесь опорным является последний элемент массива (ячейка чёрного цвета), что в отсортированных массивах может приводить к ухудшению производительности

### Общий механизм сортировки
Быстрая сортировка относится к алгоритмам «разделяй и властвуй».
Алгоритм состоит из трёх шагов:
1. Выбрать элемент из массива. Назовём его опорным.
2. Разбиение: перераспределение элементов в массиве таким образом, что элементы, меньшие опорного, помещаются перед ним, а большие или равные — после.
3. Рекурсивно применить первые два шага к двум подмассивам слева и справа от опорного элемента. Рекурсия не применяется к массиву, в котором только один элемент или отсутствуют элементы.

В наиболее общем виде алгоритм на псевдокоде (где A — сортируемый массив, а low и high — соответственно, нижняя и верхняя границы сортируемого участка этого массива) выглядит следующим образом:
```
 
algorithm
 quicksort(A, low, high) 
is

    
if
 low < high 
then

        p:= partition(A, low, high)
        quicksort(A, low, p - 1)
        quicksort(A, p, high)
```

Здесь предполагается, что массив A передаётся по ссылке, то есть сортировка происходит «на том же месте», а неописанная функция partition возвращает индекс опорного элемента.
Для выбора опорного элемента и операции разбиения существуют разные подходы, влияющие на производительность алгоритма.
Возможна также следующая реализация быстрой сортировки:
```
algorithm
 quicksort(A) 
is

    
if
 A is empty
        
return
 A
    pivot:= A.pop() (извлечь последний или первый элемент из массива)
    lA:= A.filter(where e <= pivot) (создать массив с элементами меньше опорного)
    rA := A.filter(where e > pivot) (создать массив с элементами больше опорного)
    
return
 quicksort(lA) + [pivot] + quicksort(rA) (вернуть массив, состоящий из отсортированной левой части, опорного и отсортированной правой части).
```

На практике она не используется, а служит лишь в образовательных целях, так как использует дополнительную память, чего можно избежать.

### Выбор опорного элемента
В ранних реализациях, как правило, опорным выбирался первый элемент, что снижало производительность на отсортированных массивах. Для улучшения эффективности может выбираться средний, случайный элемент или (для больших массивов) медиана первого, среднего и последнего элементов. Медиана всей последовательности является оптимальным опорным элементом, но её вычисление слишком трудоёмко для использования в сортировке.
Выбор опорного элемента по медиане трёх для разбиения Ломуто:
```
mid := (low + high) / 2

if
 A[mid] < A[low]
    swap A[low] with  A[mid]

if
 A[high] < A[low]
    swap A[low] with A[high]

if
 A[high] < A[mid]
    swap A[high] with A[mid]
pivot:= A[mid]
```

### Разбиение Ломуто
Данный алгоритм разбиения был предложен Нико Ломуто и популяризован в книгах Бентли (Programming Pearls) и Кормена (Введение в алгоритмы). В данном примере опорным выбирается последний элемент. Алгоритм хранит индекс в переменной i. Каждый раз, когда находится элемент, меньше или равный опорному, индекс увеличивается и элемент вставляется перед опорным. После разбиения опорный элемент окажется в позиции i — на границе между двумя подмножествами. Хоть эта схема разбиения проще и компактнее, чем схема Хоара, она менее эффективна и используется в обучающих материалах. Сложность данной быстрой сортировки возрастает до O(n2), когда массив уже отсортирован или все его элементы равны. Существуют различные методы оптимизации данной сортировки: алгоритмы выбора опорного элемента, использование сортировки вставками на маленьких массивах. В данном примере сортируются элементы массива A от low до high (включительно):
```
algorithm
 partition(A, low, high) 
is

    pivot := A[high]
    i := low
    
for
 j := low 
to
 high 
do

        
if
 A[j] ≤ pivot 
then

            swap A[i] with A[j]
            i := i + 1
    swap A[i] with A[high]
    
return
 i
```

Сортировка всего массива может быть выполнена с помощью выполнения quicksort(A, 1, length(A)).

## Схема Хоара
Данная схема использует два индекса (один в начале массива, другой — в конце), которые приближаются друг к другу, пока не найдётся пара элементов, где один больше опорного и расположен перед ним, а второй — меньше и расположен после. Эти элементы меняются местами. Обмен происходит до тех пор, пока индексы не пересекутся. Алгоритм возвращает последний индекс. Схема Хоара эффективнее схемы Ломуто, так как происходит в среднем в три раза меньше обменов (swap) элементов и разбиение эффективнее, даже когда все элементы равны. Подобно разбиению Ломуто, данная схема также показывает эффективность в O(n2), когда входной массив уже отсортирован. Сортировка с использованием данной схемы нестабильна. Следует заметить, что конечная позиция опорного элемента необязательно совпадает с возвращённым индексом. Псевдокод:
```
algorithm
 quicksort(A, lo, hi) 
is

   
if
 lo < hi then
       p:= partition(A, lo, hi)
       quicksort(A, lo, p)
       quicksort(A, p + 1, hi)

algorithm
 partition(A, low, high) 
is

   pivot:= A[(low + high) / 2]
   i:= low
   j:= high
   
loop forever

       
while
 A[i] < pivot 
              i:= i + 1
       
while
 A[j] > pivot
              j:= j - 1
       
if
 i >= j 
then

           
return
 j
       
swap
 A[i++] 
with
 A[j--]
```

В книге упоминается, что такая реализация алгоритма имеет «много тонких моментов». Вот один из них: выбор в качестве опорного элемента уже существующего элемента в массиве может привести к переполнению стека вызовов из-за того, что номер элемента вычисляется как среднее, а это не целое число. Поэтому логичнее в данном алгоритме выбирать в качестве опорного элемента среднее значение между начальным и конечным элементом: 
```
pivot := A[(low + high) / 2]
```

Но нет никаких оснований выбирать в качестве опорного элемента A[ (low + high) / 2]. Оптимальным может оказаться любой элемент от low до high с равной вероятностью. Тем более, что A[ (low + high) / 2] — это не среднее значение, а просто элемент из середины массива. Гораздо разумнее выбирать случайный элемент A[ random( low .. high) ]. Это гарантирует, что никто злонамеренно не сможет соорудить массив, который этот алгоритм введёт в очень длинный цикл с переполнением стека. В этом случае вероятность неудачи при сортировке массива из примерно 37 000 элементов, по самой завышенной оценке, составляет примерно 10 в минус 16 степени, что на 3 порядка меньше, чем вероятность выхода из строя компьютера в результате прямого попадания в него метеорита. Неудачей считается число итераций (полного перебора всех элементов массива с целью сравнения и перестановки) более чем 200.

### Повторяющиеся элементы
Для улучшения производительности при большом количестве одинаковых элементов в массиве может быть применена процедура разбиения массива на три группы: элементы меньшие опорного, равные ему и больше него (Бентли и Макилрой называют это «толстым разбиением». Данное разбиение используется в функции qsort в седьмой версии Unix). Псевдокод:
```
algorithm
 quicksort(A, low, high) 
is

    
if
 low < high 
then

        p := pivot(A, low, high)
        left, right := partition(A, p, low, high)  
// возвращается два значения

        quicksort(A, low, left)
        quicksort(A, right, high)
```

Быстрая сортировка используется в стандарте языка C++, в частности, в методе sort структуры данных list
```
#
 
include
 
<iostream>

#
 
include
 
<list>

int
 
main
()

{

	
// quick sort

	
std
::
list
<
int
>
 
list
;

	
const
 
int
 
N
 
=
 
20
;

	
for
 
(
int
 
i
 
=
 
0
;
 
i
 
<
 
N
;
 
i
++
)

	
{

		
if
 
(
i
 
%
 
2
 
==
 
0
)

			
list
.
push_back
(
N
 
-
 
i
);

		
else

			
list
.
push_front
(
N
 
-
 
i
);

	
}

	
for
 
(
std
::
list
<
int
>::
iterator
 
it
 
=
 
list
.
begin
();
 
it
 
!=
 
list
.
end
();
 
it
++
)
 
{

		
std
::
cout
 
<<
 
(
*
it
)
 
<<
 
" "
;

	
}

	
std
::
cout
 
<<
 
std
::
endl
;

	
list
.
sort
();

	
for
 
(
std
::
list
<
int
>::
iterator
 
it
 
=
 
list
.
begin
();
 
it
 
!=
 
list
.
end
();
 
it
++
)
 
{

		
std
::
cout
 
<<
 
(
*
it
)
 
<<
 
" "
;

	
}

	
//quick sort end

	
std
::
cout
 
<<
 
std
::
endl
;

	
//sort greater

	
list
.
sort
(
std
::
greater
<
int
>
());

	
for
 
(
std
::
list
<
int
>::
iterator
 
it
 
=
 
list
.
begin
();
 
it
 
!=
 
list
.
end
();
 
it
++
)
 
{

		
std
::
cout
 
<<
 
(
*
it
)
 
<<
 
" "
;

	
}

	
std
::
cout
 
<<
 
std
::
endl
;

	
//sort greater end

	
std
::
cin
.
ignore
();

}

```

## Оценка сложности алгоритма
Ясно, что операция разделения массива на две части относительно опорного элемента занимает время {\displaystyle O(n)}. Поскольку все операции разделения, проделываемые на одной глубине рекурсии, обрабатывают разные части исходного массива, размер которого постоянен, суммарно на каждом уровне рекурсии потребуется также {\displaystyle O(n)} операций. Следовательно, общая сложность алгоритма определяется лишь количеством разделений, то есть глубиной рекурсии. Глубина рекурсии, в свою очередь, зависит от сочетания входных данных и способа определения опорного элемента.
Лучший случай.
В наиболее сбалансированном варианте при каждой операции разделения массив делится на две одинаковые части, следовательно, максимальная глубина рекурсии, при которой размеры обрабатываемых подмассивов достигнут 1, составит {\displaystyle \log _{2}n}. В результате количество сравнений, совершаемых быстрой сортировкой, было бы равно значению рекурсивного выражения {\displaystyle C_{n}=2\cdot C_{n/2}+n}, что даёт общую сложность алгоритма {\displaystyle O(n\cdot \log _{2}n)}.
Среднее.
Среднюю сложность при случайном распределении входных данных можно оценить лишь вероятностно.
Прежде всего необходимо заметить, что в действительности необязательно, чтобы опорный элемент всякий раз делил массив на две одинаковых части. Например, если на каждом этапе будет происходить разделение на массивы длиной 75 % и 25 % от исходного, глубина рекурсии будет равна {\displaystyle \log _{4/3}n}, а это по-прежнему даёт сложность {\displaystyle O(n\log n)}. Вообще, при любом фиксированном соотношении между левой и правой частями разделения сложность алгоритма будет той же, только с разными константами.
Будем считать «удачным» разделением такое, при котором опорный элемент окажется среди центральных 50 % элементов разделяемой части массива; ясно, что вероятность удачи при случайном распределении элементов составляет 0,5. При удачном разделении размеры выделенных подмассивов составят не менее 25 % и не более 75 % от исходного. Поскольку каждый выделенный подмассив так же будет иметь случайное распределение, все эти рассуждения применимы к любому этапу сортировки и любому исходному фрагменту массива.
Удачное разделение даёт глубину рекурсии не более {\displaystyle \log _{4/3}n}. Поскольку вероятность удачи равна 0,5, для получения {\displaystyle k} удачных разделений в среднем потребуется {\displaystyle 2\cdot k} рекурсивных вызовов, чтобы опорный элемент k раз оказался среди центральных 50 % массива. Применяя эти соображения, можно заключить, что в среднем глубина рекурсии не превысит {\displaystyle 2\cdot \log _{4/3}n}, что равно {\displaystyle O(\log n)} А, поскольку на каждом уровне рекурсии по-прежнему выполняется не более {\displaystyle O(n)} операций, средняя сложность составит {\displaystyle O(n\log n)}.
Худший случай.
В самом несбалансированном варианте каждое разделение даёт два подмассива размерами 1 и {\displaystyle n-1}, то есть при каждом рекурсивном вызове больший массив будет на 1 короче, чем в предыдущий раз. Такое может произойти, если в качестве опорного на каждом этапе будет выбран элемент либо наименьший, либо наибольший из всех обрабатываемых. При простейшем выборе опорного элемента — первого или последнего в массиве — такой эффект даст уже отсортированный (в прямом или обратном порядке) массив, для среднего или любого другого фиксированного элемента «массив худшего случая» также может быть специально подобран. В этом случае потребуется {\displaystyle n-1} операций разделения, а общее время работы составит {\displaystyle \textstyle \sum _{i=0}^{n}(n-i)=O(n^{2})} операций, то есть сортировка будет выполняться за квадратичное время. Но количество обменов и, соответственно, время работы — это не самый большой его недостаток. Хуже то, что в таком случае глубина рекурсии при выполнении алгоритма достигнет n, что будет означать n-кратное сохранение адреса возврата и локальных переменных процедуры разделения массивов. Для больших значений n худший случай может привести к исчерпанию памяти (переполнению стека) во время работы программы.

## Достоинства и недостатки
Достоинства:
- Один из самых быстродействующих (на практике) из алгоритмов внутренней сортировки общего назначения.
- Алгоритм очень короткий: запомнив основные моменты, его легко написать «из головы», невелика константа при {\displaystyle n\log n}.
- С модификациями требует лишь {\displaystyle O(\log n)} дополнительной памяти в виде стека (неулучшенный рекурсивный алгоритм — в худшем случае {\displaystyle O(n)} стека).
- Хорошо сочетается с механизмами кэширования и виртуальной памяти.
- Допускает естественное распараллеливание (сортировка выделенных подмассивов в параллельно выполняющихся подпроцессах).
- Допускает эффективную модификацию для сортировки по нескольким ключам (в частности — алгоритм Седжвика для сортировки строк): благодаря тому, что в процессе разделения автоматически выделяется отрезок элементов, равных опорному, этот отрезок можно сразу же сортировать по следующему ключу.
- Работает на связных списках и других структурах с последовательным доступом, допускающих эффективный проход как от начала к концу, так и от конца к началу.

Недостатки:
- Сильно деградирует по скорости (до {\displaystyle O(n^{2})}) в худшем или близком к нему случае, что может случиться при неудачных входных данных.
- Прямая реализация в виде функции с двумя рекурсивными вызовами может привести к ошибке переполнения стека, так как в худшем случае ей может потребоваться сделать {\displaystyle O(n)} вложенных рекурсивных вызовов.
- Неустойчив.

## Улучшения
Улучшения алгоритма направлены, в основном, на устранение или смягчение вышеупомянутых недостатков, вследствие чего все их можно разделить на три группы: придание алгоритму устойчивости, устранение деградации производительности специальным выбором опорного элемента, и защита от переполнения стека вызовов из-за большой глубины рекурсии при неудачных входных данных.
- Проблема неустойчивости решается путём расширения ключа исходным индексом элемента в массиве. В случае равенства основных ключей сравнение производится по индексу, исключая, таким образом, возможность изменения взаимного положения равных элементов. Эта модификация не бесплатна — она требует дополнительно O(n) памяти и одного полного прохода по массиву для сохранения исходных индексов.
- Деградация по скорости в случае неудачного набора входных данных решается по двум разным направлениям: снижение вероятности возникновения худшего случая путём специального выбора опорного элемента и применение различных технических приёмов, обеспечивающих устойчивую работу на неудачных входных данных. Для первого направления:

- Выбор среднего элемента. Устраняет деградацию для предварительно отсортированных данных, но оставляет возможность случайного появления или намеренного подбора «плохого» массива.
- Выбор медианы из трёх элементов: первого, среднего и последнего. Снижает вероятность возникновения худшего случая, по сравнению с выбором среднего элемента.
- Случайный выбор. Вероятность случайного возникновения худшего случая становится исчезающе малой, а намеренный подбор — практически неосуществимым. Ожидаемое время выполнения алгоритма сортировки составляет O(n log n).

Недостаток всех усложнённых методов выбора опорного элемента — дополнительные накладные расходы; впрочем, они не так велики.
- Во избежание отказа программы из-за большой глубины рекурсии могут применяться следующие методы:

- При достижении нежелательной глубины рекурсии переходить на сортировку другими методами, не требующими рекурсии. Примером такого подхода является алгоритм Introsort или некоторые реализации быстрой сортировки в библиотеке STL. Можно заметить, что алгоритм очень хорошо подходит для такого рода модификаций, так как на каждом этапе позволяет выделить непрерывный отрезок исходного массива, предназначенный для сортировки, и то, каким методом будет отсортирован этот отрезок, никак не влияет на обработку остальных частей массива.
- Модификация алгоритма, устраняющая одну ветвь рекурсии: вместо того, чтобы после разделения массива вызывать рекурсивно процедуру разделения для обоих найденных подмассивов, рекурсивный вызов делается только для меньшего подмассива, а больший обрабатывается в цикле в пределах этого же вызова процедуры. С точки зрения эффективности в среднем случае разницы практически нет: накладные расходы на дополнительный рекурсивный вызов и на организацию сравнения длин подмассивов и цикла — примерно одного порядка. Зато глубина рекурсии ни при каких обстоятельствах не превысит {\displaystyle \log _{2}n}, а в худшем случае вырожденного разделения она вообще будет не более 2 — вся обработка пройдёт в цикле первого уровня рекурсии. Применение этого метода не спасёт от катастрофического падения производительности, но переполнения стека не будет.
- Разбивать массив не на две, а на три части.